# Graptomyza ihai
Graptomyza ihai är en tvåvingeart som beskrevs av Tokuichi Shiraki 1968. Graptomyza ihai ingår i släktet Graptomyza och familjen blomflugor. Inga underarter finns listade i Catalogue of Life.